# لورانس باين
لورانس باين (بالإنجليزية: Laurence Payne)‏ هو روائي وممثل بريطاني، ولد في 5 يونيو 1919 بلندن في المملكة المتحدة، وتوفي بنفس المكان في 23 فبراير 2009.

## وصلات خارجية
- لورانس باين على موقع IMDb (الإنجليزية)
- لورانس باين على موقع ميوزك برينز (الإنجليزية)
- لورانس باين على موقع أول موفي (الإنجليزية)
- لورانس باين على موقع قاعدة بيانات الأفلام السويدية (السويدية)
- لورانس باين على موقع قاعدة بيانات الفيلم (الإنجليزية)